# 有明町 (臺北市)
有明町為臺灣日治時期臺北市之行政區，共分一～四丁目，位於艋舺入船町之南。戰後劃入龍山區，包含今臺北市萬華區桂林路、西昌街、西園路一段、華西街的一部份。
昭和18年(1943年)12月，臺北帝國大學教授金關丈夫於萬華有明町發掘貝塚。

## 町內設施
- 萬華女紅場（四丁目）
- 芳明館戲院（四丁目）
- 艋舺豐川閣（四丁目）